# Silga (Kaya)
Pour les articles homonymes, voir Silga.
Silga est une localité située dans le département de Kaya de la province du Sanmatenga dans la région Centre-Nord au Burkina Faso.

## Éducation et santé
Le centre de soins le plus proche de Silga est centre de santé et de promotion sociale (CSPS) de Basnéré tandis que le centre hospitalier régional (CHR) se trouve à Kaya.
Silga possède une école primaire publique.